# Associació Esportiva Blanc i Blau Pro-Seccions
L'Associació Esportiva Blanc i Blau Pro-Seccions és un club desaparegut de Barcelona que practicava l'atletisme.
L'associació neix el 19 de novembre del 2006 fruit de la voluntat de reconstruir les seccions i les escoles esportives del RCD Espanyol, que van desaparèixer definitivament el 1972.
L'entitat no estava vinculada formalment amb el club, però va arribar a un acord que l'autoritza a utilitzar els colors i l'escut actual del club, únicament a les samarretes oficials dels seus atletes en les competicions oficials d'atletisme. El 2007 no es va renovar el contracte amb el RCD Espanyol i desapareix. El 2008 es va crear l'Associació Atlètica Blanc i Blau, amb una estructura orgànica i una junta directiva formada per dotze exatletes periquitos encapçalats per Tomàs Barris, però no reix.
Comptava amb una vintena d'atletes i una escola a l'Estadi Joan Serrahima de Barcelona, dirigida per Joan Montserrat Marieges, i amb Valentí Massana com a responsable de la secció de marxa atlètica. Entre els atletes destacats, hom pot citar en marxa, Maria Vasco i en carreres de fons, Teresa Pulido.